# متحف الميلاد الدولي
متحف الميلاد الدولي بفلسطين، هو متحف في دير السالزيان بمدينة بيت لحم يُقدم للزوار من خلال مغارة المهد 31 نموذجًا ثلاثي الأبعاد يصور المراحل المهمة من حياة المسيح، وبه مسرح يًقدم عرضًا للرسوم المتحركة ليشرح حياة المسيح. ويضم أيضًا أكثر من 200 مهد صُنعوا يدويا من قبل خبراء وحرفيين من 50 دولة حول العالم. يمثل كل مهد مشهد الميلاد بناء على عادات وتقاليد وطقوس العبادة الممارسة في الدولة التي صُنع فيها.

## تأسيسه وافتتاحه

جانب من متحف الميلاد الدولي - في بيت لحم.

تأسس المتحف في مدينة بيت لحم الفلسطينية، وهي مدينة ذات أهمية كبيرة عند المسيحيين، لأنها مسقط رأس المسيح يسوع (عيسى). وتضم العديد من الكنائس، والتي من أهمها كنيسة المهد، التي بنيت على يد قسطنطين الأكبر (330 م). وقد بنيت الكنيسة فوق كهف أو مغارة يُعتقد أنها مذود البقر الذي ولد فيه يسوع.
افتُتح متحف الميلاد الدولي في ليلة الميلاد من عام 1999 م، حيث جرى تأسيسه تحت إشراف هاوي الموسيقى الدكتور ألفريدو ترويزي (أنشأ جائزة جيوفاني زيناتيللو الدولية للأوبرا).  
وكان المتحف قد أُغلق لأكثر من تسع سنين بسبب أحداث الانتفاضة الثانية في الأراضي الفلسطينية المُحتلة، حيث توقف توافد الأفواج السياحية بسبب ظروف الحرب، ثُم أُعيد افتتاحه لاحقًا.

## محتويات المتحف
يحتوي المتحف على منحوتات لمغارة الميلاد من أكثر من دولة حول العالم. ويعود النحت الأول لمغارة الميلاد إلى أكثر من 800 عام حيث قام فرنسيس الأسيزي عام 1823 م ببناء نموذجًا داخل مغارة طبيعية ووضع تمثالًا للمسيح بداخل المغارة للتذكير بميلاد المسيح، ثم انتشرت فكرة تجسيد الميلاد من خلال النحت إلى دول العالم، ولكن مع بعض الاختلافات التي تعكس التقاليد وربما الطُقوس المحلية في كل دولة، وبعض النماذج المعروضة بالمتحف تعود لأكثر من 200 عام. ويضم المتحف عددًا من الأمهاد الخشبية المنحوتة باليد في العديد من دول أفريقيا وأمريكا الجنوبية، إضافة إلى قطع أخرى آسيوية، إلى جانب المهود الأوروبية التي تبنت الطابع الفني الحديث. 